# 圆条棉藓
圆条棉藓（学名：Plagiothecium curvifolium）为棉藓科棉藓属下的一个种。

## 扩展阅读
- 維基物種上的相關：圆条棉藓